# Cambará
Cambará é uma cidade brasileira do estado do Paraná. Situada no norte pioneiro, sua população, conforme estimativas do IBGE de 2021, era de 25 569 habitantes.

## História
Cambará é um município localizado no estado do Paraná, Brasil. Sua história remonta ao final do século XIX.
Na segunda metade do século XIX, a região onde Cambará está situada era conhecida como "Fazenda Santana". Naquela época, a principal atividade econômica era a agricultura e a pecuária.
Originalmente, Cambará foi criado como distrito, subordinado ao município de Jacarezinho, conforme a lei estadual n.º 1.923, de 6 de março de 1920. Essa configuração se manteve até 28 de março de 1923, quando a lei estadual n.º 2,208 elevou o distrito à condição de município, desmembrando-o de Jacarezinho.
A economia de Cambará esteve historicamente ligada à agricultura, com a produção de grãos como soja, milho e café sendo atividades importantes. Também há uma presença significativa na indústria madeireira e na produção de móveis na região.
Ao longo dos anos, a cidade passou por mudanças em seu perfil econômico, incorporando setores como comércio, serviços e indústrias, o que contribuiu para a diversificação econômica da região.
Em termos de cultura e patrimônio, Cambará possui eventos e festivais locais que refletem a rica tradição e identidade da comunidade. Como é comum em muitas cidades do Brasil, a cultura local é influenciada por uma mistura de tradições indígenas, africanas e europeias.

## Geografia
O município é composto apenas pelo distrito-sede.
Sua geografia é caracterizada por uma mistura de áreas urbanas e rurais, com uma topografia predominantemente plana a levemente ondulada.
A cidade está situada na região norte do estado do Paraná, fazendo parte da Mesorregião do Norte Pioneiro e da Microrregião de Jacarezinho. Limita-se com os municípios de Jacarezinho, Santo Antônio da Platina, Ribeirão Claro e Andirá.
O município é atravessado pelo Rio Cinzas, um afluente do Rio Paranapanema. A presença de cursos d'água na região contribui para a agricultura local, com áreas propícias para o cultivo de diversos tipos de vegetação.
O clima em Cambará é classificado como subtropical úmido mesotérmico, com verões quentes e invernos frios. Essa característica climática influencia diretamente as atividades econômicas da região, como a agricultura.
Além disso, a vegetação predominante em Cambará e na região circundante é a Mata Atlântica, que é um dos biomas mais ameaçados do Brasil. Grande parte dessa vegetação original já foi substituída por áreas de cultivo agrícola.

Em termos de infraestrutura, Cambará conta com uma rede viária que conecta a cidade a outras localidades da região e do estado. A BR-369 é uma das rodovias mais importantes que passam pela região, facilitando o acesso a outros municípios e centros urbanos.